# Dipodarctus
Sous-famille
Genre
Synonymes
- Hemitanarctus de Zio Grimaldi, D'Addabbo Gallo, Morone De Lucia & Troccoli, 1995

Dipodarctus, unique représentant de la sous-famille des Dipodarctinae, est un genre de tardigrades de la famille des Halechiniscidae. 

## Liste des espèces
Selon Actual checklist of Tardigrada species :
- Dipodarctus anaholiensis Pollock, 1995
- Dipodarctus australiensis Jørgensen, Boesgaard, Møbjerg & Kristensen, 2014
- Dipodarctus borrori Pollock, 1995
- Dipodarctus subterraneus (Renaud-Debyser, 1959)
- Dipodarctus susannae Jørgensen, Boesgaard, Møbjerg & Kristensen, 2014

## Publication originale
- Pollock, 1995 : New marine tardigrades from Hawaiian beach sand and phylogeny of the family Halechiniscidae. Invertebrate Biology, vol. 114, no 3, p. 220-235.